# Pseudocillimops malaisei
Pseudocillimops malaisei là một loài tò vò trong họ Ichneumonidae.